# 许伟
许伟（1955年—），河北三河人，汉族，中华人民共和国政治人物、第十二届全国人民代表大会解放军代表。现任南京军区装备部部长。安徽省军区司令员（2010年4月--2013年12月）。
毕业于国防大学专业。加入中国共产党。2013年，担任全国人大代表。